# Пенн, Уильям (адмирал)

Герб Уильяма Пенна

Сэр Уильям Пенн (англ. Sir William Penn; 23 апреля 1621, Бристоль — 16 сентября 1670, Уолтемстоу, Англия) — английский адмирал и политик, член Палаты общин Англии с 1660 по 1670 год.

## Биография
Родился в семье купца и моряка.
Отец Уи́льяма Пенна (1644—1718), одного из отцов-основателей США и его первой столицы — Филадельфии, основателя Пенсильвании.
Учился навыкам мореплавания в море под началом своего отца.
Участник многих военных конфликтов и морских сражений. Во время Английской революции 1642—1646 гг. сражался на стороне круглоголовых, сторонников Парламента, командовал кораблем в эскадре, противников короля в ирландских морях. В 1648 году был арестован и отправлен в Лондон, но вскоре был освобождён и отправлен обратно в качестве контр-адмирала на HMS Assurance. Стал сторонником «кавалеров».

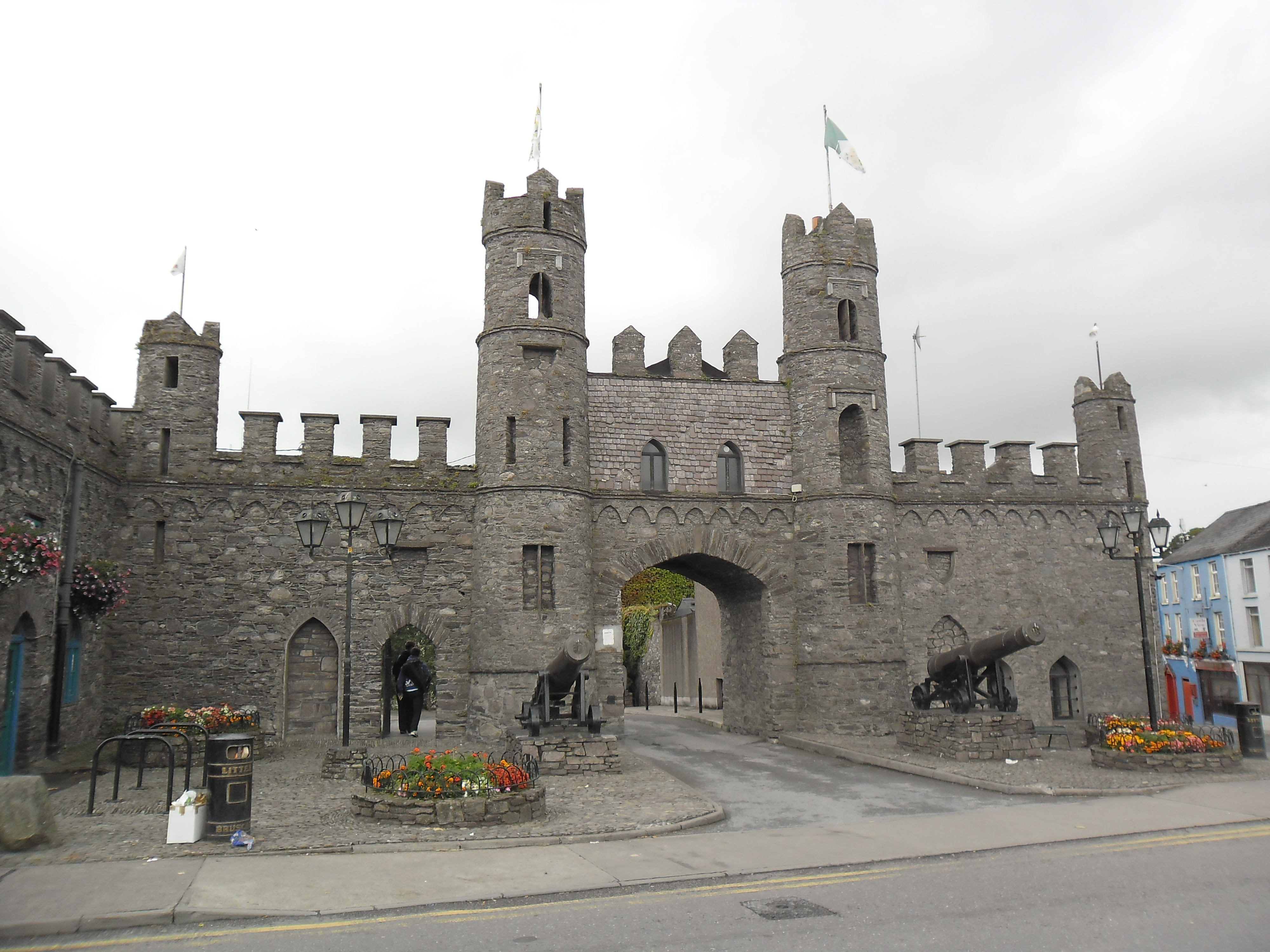
Замок Макрум

После 1650 года Пенн служил главнокомандующим южным флотом в Атлантике и в Средиземном море, преследуя роялистов под командованием Рупрехта Пфальцского.
Во время Первой англо-голландской войны служил во флоте Содружества Наций и принимал участие в сражениях при Кентиш-Ноке, Портленде, где командовал Синей эскадрой, Габбарде и Схевенингене. Отличился в последних сражениях Первой англо-голландской войны в июне и июле. В декабре был включен в комиссию адмиралов и генералов на море, которые осуществляли военное командование флотом, а также «одним из комиссаров по распоряжению и управлению делами адмиралтейства и флота».
За успешные действия был награждён замком Макрум.
Во время Второй англо-голландской войны участвовал в 1655 году в Лоустофтском сражении под командованием Якова II Стюарта.
В октябре 1654 года принял командование над экспедицией в Вест-Индию, отправленной Кромвелем, которая захватила Ямайку. В 1655 году стал командующим флотом, который предпринял неудачную атаку на Эспаньолу.
В 1658 году получил титул Рыцаря-бакалавра.
После Реставрации Стюартов в 1660 году был выбран для доставки короля Карла II в Англию.
Во время Великого лондонского пожара в сентябре 1666 года участвовал в тушении пожара, применяя противопожарные разрывы между зданиями для предотвращения дальнейшего распространения огня.

## Семья
6 июня 1643 года женился на Маргарет Джаспер, дочери богатого голландского купца, с которой у него было трое детей: Маргарет, Ричард и Уильям.
- Эта статья (раздел) содержит текст, взятый (переведённый) из одиннадцатого издания «Британской энциклопедии», перешедшего в общественное достояние.